# Eragrostis dinteri
Eragrostis dinteri är en gräsart som beskrevs av Otto Stapf. Eragrostis dinteri ingår i släktet kärleksgrässläktet, och familjen gräs. Inga underarter finns listade i Catalogue of Life.